# Generazioni del cielo
Generazione del cielo è il quarto album del compositore milanese Roberto Cacciapaglia, pubblicato originariamente nel 1986 dall'etichetta discografica Fonit Cetra e ripubblicato in versione rimasterizzata nel 2000 dalla Ducale.

## Tracce
1. Overture
2. Kneeling World
3. Desir d'une vie plus juste
4. Anello
5. Gesang Der Wesen
6. Fuoco celeste
7. La voie du coeur
8. L'echelle des sentiments
9. Incanto dell'arcobaleno
10. Heimat
11. Unisono - Life Explodes
12. Notturno
13. Desiderio contro il tempo - Life Explodes
14. Preghiere lontane
15. Animals
16. Kinderwelt
17. No Name
18. The Last Day